# Pseudoscada charlotta
Pseudoscada charlotta is een vlinder uit de familie Nymphalidae. De wetenschappelijke naam van de soort is voor het eerst geldig gepubliceerd in 1952 door Felix Bryk.